# Sing for the Moment
Sing for the Moment (englisch für „Sing für den Moment“) ist ein Lied des US-amerikanischen Rappers Eminem. Der Song ist die vierte Singleauskopplung seines vierten Studioalbums The Eminem Show und wurde am 25. Februar 2003 veröffentlicht. Außerdem ist das Lied auf Eminems Best-of-Album Curtain Call: The Hits enthalten.

## Inhalt
Die erste Strophe dreht sich um häusliche Gewalt und zerrüttete Familienverhältnisse. Ein Kind wird von seinem Stiefvater geschlagen, lässt seinen Emotionen freien Lauf und schlägt zurück. Anschließend flüchtet es sich in die Musik. Im gesungenen Refrain heißt es, dass man jetzt, in diesem Moment, singen soll, weil das Leben schon morgen vorbei sein kann. Die zweite Strophe bezieht sich auf die Gegensätze im Leben eines Stars und spielt dabei auch auf Eminems Gerichtsprozess wegen unerlaubten Waffenbesitzes an. So wird die zwiespältige Rolle der Medien erwähnt, die mit allen Mitteln auf Skandale aus sind. Außerdem geht es um die Absurdität, dass Kinder seine Musik gewissenhaft hören und er von der Musikindustrie mit Platin ausgezeichnet wird, während andere versuchen, Eminem ins Gefängnis zu bringen und seine Texte verurteilen. Eminem stellt die Frage, wie er ein Krimineller sein kann, wenn er gleichzeitig seine kleine Tochter großzieht. Die dritte Strophe hebt den Einfluss der Musik auf die Hörerschaft hervor, warnt aber auch, dass allein durch ein Lied keine Pistole geladen werden kann. Eminem gibt zu, dass viel übertrieben wird, um die Leute zu unterhalten und die Umsätze zu steigern. Er rappt aber vor allem, um den Kindern, die keine Perspektive haben, etwas Gutes zu tun.

## Produktion und Sample
Eminem produzierte den Beat von Sing for the Moment in Zusammenarbeit mit Jeff Bass, der als Co-Produzent fungierte. Dabei wurde ein Sample des Songs Dream On der Rockband Aerosmith verwendet. So wird der Refrain von Steven Tyler gesungen und Joe Perry spielt das Gitarrensolo am Ende des Lieds. Der Song wurde in Eminems Haus und im 54Sound-Studio aufgenommen.

## Musikvideo
Bei dem zu Sing for the Moment gedrehten Video führte Philip Atwell Regie.
Es ist größtenteils aus verschiedenen Auftrittsszenen Eminems bei der Anger-Management-Tour sowie Backstage-Ausschnitten zusammengesetzt. Im Video sind neben Eminem auch Dr. Dre, 50 Cent, D12 und Ludacris zu sehen.

## Single

### Covergestaltung
Das Singlecover zeigt Eminem bei einem Auftritt mit einem Mikrofon in beiden Händen. Außerdem sieht man links einen Teil des roten Vorhangs, der auch auf dem Cover der Eminem Show zu sehen ist. Im unteren Teil der Illustration stehen die Schriftzüge Sing for the Moment und Eminem.

### Chartplatzierungen
Sing for the Moment stieg am 14. April 2003 auf Platz 9 in die deutschen Charts ein und erreichte in den kommenden Wochen Rang 8 sowie die Höchstposition 5. Anschließend belegte es die Plätze 6 und 8. Insgesamt hielt sich der Song 14 Wochen in den Top 100.
| ChartsChartplatzierungen       | Höchstplatzierung | Wochen |
| ------------------------------ | ----------------- | ------ |
| Deutschland (GfK)              | 5 (14 Wo.)        | 14     |
| Österreich (Ö3)                | 7 (18 Wo.)        | 18     |
| Schweiz (IFPI)                 | 8 (19 Wo.)        | 19     |
| Vereinigte Staaten (Billboard) | 14 (18 Wo.)       | 18     |
| Vereinigtes Königreich (OCC)   | 6 (11 Wo.)        | 11     |

| ChartsJahrescharts (2003)      | Platzierung |
| ------------------------------ | ----------- |
| Deutschland (GfK)              | 45          |
| Österreich (Ö3)                | 41          |
| Vereinigte Staaten (Billboard) | 89          |
| Schweiz (IFPI)                 | 59          |

### Auszeichnungen für Musikverkäufe
Im Jahr 2022 erhielt der Song für mehr als 600.000 verkaufte Exemplare im Vereinigten Königreich eine Platin-Schallplatte. In den Vereinigten Staaten wurde das Lied im selben Jahr für über zwei Millionen Verkäufe mit einer doppelten Platin-Schallplatte ausgezeichnet. 2023 erhielt es für mehr als 250.000 verkaufte Einheiten in Deutschland eine Goldene Schallplatte.
| Land/Region                  | Auszeichnungen für Musikverkäufe (Land/Region, Auszeichnung, Verkäufe) | Verkäufe  |
| ---------------------------- | ---------------------------------------------------------------------- | --------- |
| Australien (ARIA)            | 4× Platin                                                              | 280.000   |
| Brasilien (PMB)              | Gold                                                                   | 30.000    |
| Dänemark (IFPI)              | Gold                                                                   | 45.000    |
| Deutschland (BVMI)           | Gold                                                                   | 250.000   |
| Italien (FIMI)               | Gold                                                                   | 50.000    |
| Neuseeland (RMNZ)            | 2× Platin                                                              | 60.000    |
| Österreich (IFPI)            | Gold                                                                   | 15.000    |
| Vereinigte Staaten (RIAA)    | 2× Platin                                                              | 2.000.000 |
| Vereinigtes Königreich (BPI) | Platin                                                                 | 600.000   |
| Insgesamt                    | 5× Gold · 9× Platin ·                                                  | 3.330.000 |

Hauptartikel: Eminem/Auszeichnungen für Musikverkäufe